# غريغوريس كاستانوس
غريغوريس كاستانوس (باليونانية: Γρηγόρης Κάστανος)‏ (30 يناير 1998 بقبرص - ) هو لاعب كرة قدم قبرصي في مركز الوسط. شارك مع منتخب قبرص تحت 21 سنة لكرة القدم ومنتخب قبرص لكرة القدم. أما مع النوادي، فقد لعب مع يوفنتوس.

## وصلات خارجية
- غريغوريس كاستانوس على موقع الاتحاد الدولي (مؤرشف)  (الإنجليزية)
- غريغوريس كاستانوس على موقع الاتحاد الأوربي (الإنجليزية)
- غريغوريس كاستانوس على موقع قاعدة بيانات كرة القدم.إي يو (الإنجليزية)
- غريغوريس كاستانوس على موقع ناشيونال فوتبول تيمز (الإنجليزية)
- غريغوريس كاستانوس على موقع Soccerway.com (الإنجليزية)
- غريغوريس كاستانوس على موقع عالم كرة القدم.نت (الإنجليزية)
- غريغوريس كاستانوس على موقع AS.com (الإسبانية)